# 德重車站
德重站（日语：／ Tokushige eki */?）是位於愛知縣名古屋市綠區乘鞍2丁目，為名古屋市交通局（名古屋市營地下鐵）櫻通線之車站。為櫻通線之終點站。 車站編號為S21。

## 車站結構
本站為1面2線島式月台之地下車站，並設有可動式月台門。月台長度為20公尺，車廂之編組為6輛。另外，在剪票口外有7-11便利商店。再者，在名古屋市營地下鐵的延伸區段中，首度將車站設有代表色，本站為桃色。
而在車站北端中，建造了櫻通線內首座正式之車庫德重車庫（地下式），本車庫於延伸路段通車前，已先於2011年3月起啟用。

### 月台配置
| 月台 | 路線   | 目的地                   |
| ---- | ------ | ------------------------ |
| 1    | 櫻通線 | （下車月台）             |
| 2    | 櫻通線 | 今池、名古屋、太閤通方向 |

## 相鄰車站
名古屋市營地下鐵
 櫻通線
神澤（S20）－德重（S21）

## 外部連結
- 德重 - 名古屋市交通局